# Aleksandar Marcius
Aleksandar "Sandi" Marcius (Nedelišće, 25 de mayo de 1990) es un jugador de baloncesto croata. Con una altura de dos metros y ocho centímetros, juega en la posición de pívot en las filas del Treviglio Brianza Basket de la Serie A2 italiana.

## Trayectoria deportiva
Comenzó a jugar a baloncesto a los 15 años. Se formó en la Universidad de Purdue (Estados Unidos de América), tomando parte en la plantilla de los Boilermakers en las temporadas 2010/11, 2011/12 y 2012/13. Completó su formación universitaria en la Universidad de DePaul jugando para los Blue Demons en la temporada 2013/14, tras lo cual regresó a su país natal y disputó una temporada (2014/15), su primera como baloncestista profesional, en el GKK Sibenik de la A-1 Liga croata. 
En la temporada 2015/16 se incorpora al Sammic ISB de la Liga LEB Plata española, donde registra promedios de 14,9 puntos y 9,3 rebotes por encuentro. Logra ser uno de los jugadores más destacados, siendo incluido en el quinteto ideal de la competición y estableciendo el récord histórico de valoración estadística en un solo partido con 62 tantos.
En la temporada 2016/17 ficha por el Cáceres Patrimonio de la Humanidad de la Liga LEB Oro española, siendo uno de los jugadores más destacados del equipo y de la competición con unos promedios de 13,8 puntos y 7,7 rebotes por encuentro, obteniendo el Trofeo de la afición del Cáceres al mejor jugador de la temporada.
En 2017/18 disputó la LegaDue Gold (segunda división italiana) con el Junior Novipiu Casale Monferrato, donde tras perderse los dos primeros meses de competición por una lesión en el ligamento escafolunar, y posteriormente otros tres meses debido a otra lesión, alcanzó medias de 9,3 puntos y 6,5 rebotes.
En septiembre de 2018 regresa a España para jugar en las filas del Real Betis Energía Plus de la Liga LEB Oro por una temporada. Con el club sevillano logra el ascenso a Liga ACB, si bien con un rol marginal: 3,6 puntos y 2,3 rebotes en 7,7 minutos por encuentro. 
En 2019/20 vio frustrado su fichaje por el CB Breogán al no superar las pruebas médicas previas al inicio de la competición en el mes de agosto. En dicha campaña únicamente disputó dos partidos, ambos en el mes de febrero, con el Amics Castelló de LEB Oro, antes de rescindir el contrato por razones personales.
En septiembre de 2020 se anuncia su incorporación al Cáceres Patrimonio de la Humanidad  de la Liga LEB Oro, donde ya jugó cuatro años atrás, en principio para reforzar los entrenamientos durante la pretemporada e incorporándose definitivamente al primer equipo. Sorpresivamente, el 21 de enero de 2021 rescindió unilateralmente su contrato para fichar por el Stella Azzurra, club de segunda división italiana. Hasta ese momento promediaba 10.4 puntos y 5.8 rebotes.
En julio de 2021 renueva su compromiso por una temporada más con el Stella Azzurra Roma de Serie A2 italiana. En la campaña 2021/22 acredita 11.5 puntos y 8.7 rebotes.
El 5 de septiembre de 2023, firma por el Gipuzkoa Basket de la Liga LEB Oro.
El 6 de agosto de 2024, firma por el Treviglio Brianza Basket de la Serie A2 italiana.